# Босния и Герцеговина на юношеских Олимпийских играх
Босния и Герцеговина принимает участие в юношеских Олимпийских играх: в летних Играх — начиная с Игр 2010 года, в зимних Играх — начиная с Игр 2012 года.
Спортсмены Боснии и Герцеговины на всех юношеских Олимпийских играх выиграли в сумме 2 медали, из них ни одной золотой, все медали были выиграны на летних Играх; в неофициальном медальном зачёте спортивная делегация Боснии и Герцеговины занимает 96-е место.

## Медальный зачёт

### Медали на летних юношеских Олимпийских играх
| Игры              | Участников | Золото | Серебро | Бронза | Всего | Место |
| 2010 Сингапур     | 5          | 0      | 0       | 1      | 1     | 84    |
| 2014 Нанкин       | 6          | 0      | 1       | 0      | 1     | 70    |
| 2018 Буэнос-Айрес | 6          | 0      | 0       | 0      | 0     | —     |
| Всего             | Всего      | 0      | 1       | 1      | 2     | 94    |

### Медали на зимних юношеских Олимпийских играх
| Игры             | Участников | Золото | Серебро | Бронза | Всего | Место |
| 2012 Инсбрук     | 4          | 0      | 0       | 0      | 0     | —     |
| 2016 Лиллехаммер | 5          | 0      | 0       | 0      | 0     | —     |
| 2020 Лозанна     | 9          | 0      | 0       | 0      | 0     | —     |
| Всего            | Всего      | 0      | 0       | 0      | 0     | —     |